# Fatumnasi
Fatumnasi ist ein indonesischer Distrikt (Kecamatan) im Westen der Insel Timor.

## Geographie
| „Dorf“ (Desa) | Verwaltungssitz | Fläche    | Einwohner | Bevölkerungs- dichte |
| ------------- | --------------- | --------- | --------- | -------------------- |
| Fatumnasi     | Fatumnasi       | 34,97 km² | 1.600     | 46                   |
| Nenas         | Nenas           | 58,57 km² | 1.237     | 21                   |
| Nuapin        | Nuapin          | 55,91 km² | 2.263     | 40                   |
| Kuannoel      | Kuannoel        | 38,24 km² | 1.238     | 32                   |
| Mutis         | Mutis           | 10,96 km² | 574       | 52                   |

Der Distrikt befindet sich im Nordwesten des Regierungsbezirks Südzentraltimor (Timor Tengah Selatan) der Provinz Ost-Nusa-Tenggara (Nusa Tenggara Timur). Im Westen liegt der Distrikt Nunbena, im Süden Nordmolo (Molo Utara) und im Osten Tobu. Im Nordwesten grenzt Fatumnasi an den Regierungsbezirk Kupang mit seinen Distrikten Zentralamfoang (Amfoang Tengah) und Ostamfoang (Amfoang Timur) und im Nordosten an den Regierungsbezirk Nordzentraltimor (Timor Tengah Utara) mit seinem Distrikt Mutis.
Fatumnasi hat eine Fläche von 198,65 km² und teilt sich in die fünf Desa Fatumnasi, Nenas, Nuapin, Kuannoel und Mutis. Die Desas unterteilen sich nochmals in insgesamt 13 Dusun (Unterdörfer). Der Verwaltungssitz befindet sich in Kuannoel. Der Distrikt liegt im Bergland von Timor. Nuapin liegt von den Dörfern am niedrigsten, mit einer Meereshöhe von 1208 m, Fatumnasi ist am höchsten gelegen mit 1751 m. Das tropische Klima teilt sich, wie sonst auch auf Timor, in eine Regen- und eine Trockenzeit. Der meiste Regen fällt im Februar, während es im Dezember nicht regnet. 2016 maß man eine Niederschlagsmenge von insgesamt 1333 mm.

## Flora
Im Distrikt finden sich Vorkommen von Teak, Tannen, Tamarinden und Vachellia leucophloea (indonesisch Kabesak).

## Einwohner

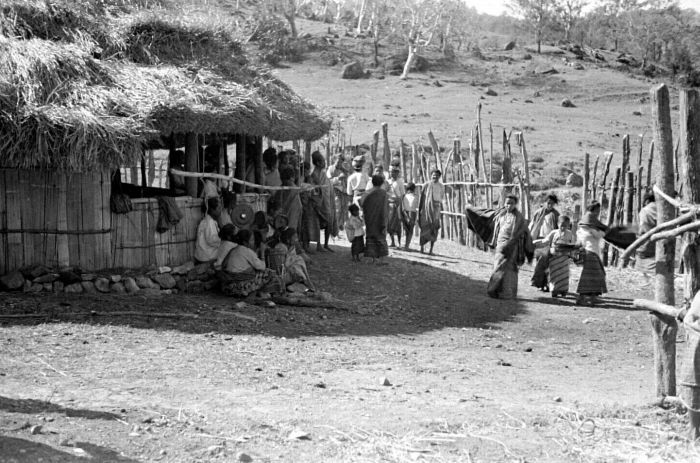
Nenas (1937)

2017 lebten in Fatumnasi 6.912 Einwohner in 1.590 Haushalten. 3.416 waren Männer, 3.496 Frauen. Die Bevölkerungsdichte lag bei 35 Personen pro Quadratkilometer.

## Wirtschaft, Infrastruktur und Verkehr
Die meisten Einwohner des Distrikts leben von der Landwirtschaft. Als Haustiere werden Rinder (9.094), Pferde (488), Büffel (drei), Schweine (4.719), Ziegen (249) und Hühner (7588) gehalten. Auf 246 Hektar wird Mais angebaut, auf 16 Hektar Reis, auf 62 Hektar Maniok, auf U30 Hektar Süßkartoffeln, auf drei Hektar Erdnüsse und auf sechs Hektar Taro. Weitere landwirtschaftliche Produkte sind Zwiebeln, Knoblauch, Lauch, Kartoffeln, Kohl, Karotten, Bohnen, Chili, Auberginen, Avocados, Mangos, Tangerinen, Papayas und Bananen.
In Fatumnasi gibt es acht Grundschulen, zwei Mittelschulen und eine weiterführende Schule. Zur medizinischen Versorgung stehen ein kommunales Gesundheitszentrum (Puskesmas) und ein medizinisches Versorgungszentrum (Puskesmas Pembantu) zur Verfügung. Im Distrikt stehen vier katholische und 16 protestantische Kirchen und Kapellen.